# Il Diario di Dawid Sierakowiak
Il Diario di Dawid Sierakowiak è stato uno dei pochi diari che ci è giunto dal Ghetto di Łódź.

## Descrizione
Il diario inizia il 28 giugno 1939, poco prima del quindicesimo compleanno di Dawid, e si interrompe il 15 aprile 1943, quando il ragazzo compie 19 anni (era nato nel luglio 1924). Morì l'8 agosto di quell'anno di tubercolosi. Rinchiusi nel ghetto con lui c'erano la sorella più giovane Nadzia, poi deportata e uccisa ad Auschwitz, e i genitori Majlech e Sura Sierakowiak. Il diario, in cinque quaderni, è oggi una delle più importanti testimonianze della Shoah e del sistema concentrazionario nazista, e getta luce anche sugli aspetti politici della resistenza ebraica contro l'annientamento. Infatti Dawid, che oltre tutto si professava marxista, non si limita a raccontare l'orrore della quotidianità nel ghetto, ma parla anche delle notizie politiche che gli giungono e del capo del ghetto Chaim Rumkowski. Leggendo il suo diario si può avere una chiara idea di come la sorte degli Ebrei venisse lentamente incanalata verso un tragico destino. Ne sono un esempio lampante le ultime parole scritte da Sierakowiak:
Il diario fu scoperto da Waclaw Szkudlarek, proprietario dell'appartamento nel quale visse Dawid con la sua famiglia quando, dopo la guerra, gli fu permesso di rientrarne in possesso. L'appartamento era infatti stato requisito per costruire il ghetto. Si ritiene che oltre ai cinque quaderni ritrovati ce ne potessero essere almeno altri due, bruciati per riscaldarsi da una famiglia occupante l'appartamento durante gli sfollamenti del 1945.

### Edizioni
Nel 1960 vennero pubblicati solo i primi due quaderni. Nel 1996, viene pubblicata l'edizione inglese dei cinque quaderni tradotti da Kamil Turowski.
L'edizione italiana, a cura di Alan Adelson e Frediano Sessi, è stata pubblicata da Einaudi editore con traduzione di Giuliana Guastalla, nel 1997 (e in ed. economica nel 2008).